# Ehsán Narāghí
Ehsán Narāghí (Kashán, 2 de febrero de 1926 - Teherán, 2 de diciembre de 2012) fue un sociólogo y escritor iraní.

## Biografía
Nacido en la ciudad iraní de Kashan en la familia del notable religioso de la época Kayar Mulá Ahmad Naraghí, recibió una primera educación calificada por él mismo de occidental. Se trasladó a Teherán para cursar sus estudios secundarios en la histórica politécnica Dar-ol Fonún y, a continuación, dos años de Derecho en la Universidad de Teherán tras lo que, por consejo paterno, viajó a Europa para estudiar Sociología en la Universidad de Ginebra. Tras dos años más en Teherán, obtuvo la beca que necesitaba para doctorarse en la Sorbona parisina. De regreso a Irán, fue profesor de Sociología y director de los Estudios Sociales e Investigación de la Universidad de Teherán.
En su labor como sociólogo contribuyó en la función de las asociaciones científicas a nivel internacional. En 1965, colaboró en el primer informe de las Naciones Unidas sobre Fuga de cerebros. Escribió diversos documentos y artículos sobre temas sociológicos de los países en desarrollo. En 1970 realizó cursos sobre la juventud, educación y sociedad de los países del tercer mundo en la Universidad de París.
Simpatizó con el comunismo y el partido prosoviético Tudeh en su época de estudiante en Irán y Europa, pero se apartó de dicha tendencia ante la disciplina impuesta a los miembros del partido, aunque conservó la tendencia izquierdista. Durante la nacionalización del petróleo por el gobierno del primer ministro Mohammad Mosaddeq entre 1951 y 1953, siendo él aún estudiante en Ginebra, incrementó sus relaciones con el ayatolá Seyyed Abolqasem Kashaní, pariente suyo, y sirvió como agente del gobierno iraní en Suiza, motivando sus informes el cambio de embajador, según el mismo Naraghí.
Regresó a Irán de Ginebra en 1952 y ejerció como intermediario entre Mosaddeq y Kashaní, y en ocasiones como intérprete del ulema ante los medios de prensa extranjeros. Su acceso a los círculos de poder le permitió ser empleado en la Universidad de Teherán, donde en colaboración con Gholam-Hosein Seddiqí y Alí Akbar Siasí fundó el Instituto de Estudios e Investigaciones Sociales de la universidad (IEIS, مؤسسه مطالعات و تحقیقات اجتماعی), que dirigió durante doce años, asumiendo la responsabilidad de los planes de urbanismo de Teherán y Shiraz.
Naraghí tenía lazos familiares con la emperatriz Farah Diba y ejerció durante años como consejero de la misma. Se ha conjeturado la posibilidad de que el apoyo de la dinastía Pahlavi a Naraghí estuviera fundamentado en su necesidad de contener la influencia izquierdista. El propio Naraghí declaró que ejercía su labor de consejero de manera crítica. En los últimos años del régimen imperial, Naraghí se reunió de modo particular en ocho ocasiones con Mohammad Reza Pahlevi en calidad de consejero.
Tras la revolución de 1979, Naraghí prosiguió como director del IEIS y presidente del Instituto de Investigaciones y Programación Científica y Pedagógica de Irán (موسسه تحقیقات و برنامه‌ریزی علمی و آموزشی کشور). Sin embargo, fue detenido, encarcelado y liberado tras probarse su inocencia en un total de tres ocasiones, pasando un total de dos años en prisión, experiencia que reflejó en su libro Del palacio a la prisión: Dentro de la revolución iraní tras exilarse a Francia al salir de prisión, consagrándose en el exilio a la colaboración con la UNESCO, de cuya Sección para la Juventud fue director durante años hasta dejar el cargo para desempeñarse como asesor y consejero de la Dirección General de la Unesco bajo la administración de Federico Mayor Zaragoza, función que cumplió hasta 1999.
Naraghí pasó los últims años de su vida a caballo entre París y Teherán, ofreciendo entrevistas a medios iraníes y oficiando como conferenciante en universidades de todo Irán, sin que su compleja biografía le impidiera los viajes.
Naraghí obtuvo en dos ocasiones la Legión de Honor francesa, de manos de Charles De Gaulle y de François Mitterrand.
Alumnos insignes suyos son Hasán Habibí, el presidente Abolhasán Banisadr y el revolucionario Sadeq Qotbzadé. Entre sus muchas obras escritas, la más polémica fue Aquello que tuvo ser propio (آنچه خود داشت), libro publicado en 2004 y que distintos comentaristas sitúan junto a Dariush Shayegán en la línea de la literatura antioccidental y partidaria de la recuperación de las raíces autóctonas de los años 60 y 70, con autores como Ahmad Fardid, Yalal Al-e Ahmad y Alí Shariatí.
Falleció en su domicilio de Teherán a las 3 de la madrugada el 2 de diciembre de 2012, tres días después de recibir el alta de hospitalización por enfermedad.

## Obras
- Las ciencias sociales y su proceso de formación, 2006.[11]
- Fortuna imposible, 2003.[12]
- El final de un sueño. Crítica del marxismo, 2000.[13]
- De los palacios del Shah a las prisiones de la Revolución, 1991 (título original: Des palais du Chah aux prisons de la révolution).
- La tradición caballeresca (traducido, original de Henry Corbin), 1984.
- Libertad, verdad y justicia, 1978.[14]
- Lo que tuvo ser propio, 1976.[15]
- La sociedad, la juventud y la universidad, 1971.[16]